# Gelis hortensis
Gelis hortensis là một loài tò vò trong họ Ichneumonidae.